# Saint-Chels
Saint-Chels è un comune francese di 161 abitanti situato nel dipartimento del Lot nella regione dell'Occitania.

## Società

### Evoluzione demografica
Abitanti censiti